# 香港民族陣綫
香港民族陣綫，是一個在2015年成立的反共派組織，高舉香港民族主義，主張聯合國《公民及政治權利國際公約》所賦予的權利，提出民族自決，從而實現香港獨立。
2018年9月，梁頌恆擔任發言人。2020年6月30日中國人大通過《港版國安法》之後，由即日起遣散所有香港地區成員，唯海外分部繼續運作。

## 政治理念
香港民族陣綫在其Facebook專頁引述聯合國《公民及政治權利國際盟約 第壹編第一條》,「所有民族都有自決權。他們憑這種權利自由決定他們的政治地位，並自由謀求他們的經濟、社會和文化的發展。」該組織認為，香港在英國殖民地時期已經發展出獨特的文化和價值觀，加上近年對於中共殖民的仇恨及恐懼，故已經具備成為民族的主要條件，並且應擁有民族自決的權利。不過，該組織指1980年代的中英談判中，香港人被隔絕於談判桌外，無法參與其中，因此喪失自決的權利。該組織在香港民族語言及文化面臨中共壓迫的情況下，決意盡全力捍衛香港民族之根本，並重奪失去的自決權利。

## 歷史
2020年6月30日，香港民族陣綫宣佈遣散所有香港地區成員，而海外分部繼續運作。

## 管有炸藥事件
2019年7月20日清晨，香港警察有組織罪案及三合會調查科表示早前接獲線報，持法庭手令突擊搜查在新界荃灣德士古道142號一座工廠大廈20樓一單位，破獲爆炸品倉庫及一批武器，當中發現的危險品包括至少1公斤TATP（三過氧化三丙酮）烈性炸藥、10枚以電油製成的燃燒彈、一批武器及鏹水。在檢獲證物中，有反修例標語及寫有香港民族陣線的衣服。警方拘捕一名27歲男子盧溢燊，涉嫌無牌管有爆炸品。警方指現場為製作爆炸品的實驗室，形容極度危險。警方後來疏散大廈內的人後於天台引爆爆炸品。及後警方拘捕一名男子。香港民族陣線20日在社交網站發文，承認被捕男子是組織成員，已有律師協助保釋，發言人梁頌恆稱，倉庫一直只存放音響及其他宣傳物資，不知為何有爆炸品在單位內，也無任何製作爆炸品計畫。同日晚上，警方在荃灣和上水拘捕兩名25歲侯姓及鄧姓男子，涉嫌無牌藏有爆炸品。
社會對事件反應兩極，有人慶幸警方在反政府遊行前發現危險品，也有人懷疑警方為了政治目的插贓嫁禍。有在同一大廈的商户認為疑點重重，因為單位狹窄，難以擺放警方聲稱的大量危險品。
亦有人質疑危險品並非警方聲稱的TATP，因警方當場引爆1.5公斤危險品，但專家表示280克TATP已足夠炸毀一架飛機，警方不會貿然在民居附近引爆足以炸毀四架飛機的危險品。
7月22日，27歲男子盧溢燊被控一項管有爆炸品罪。控方形容本案揭發的是香港回歸以來最大的爆炸品製造工廠。辯方指控方的消息未必可靠，而且指控薄弱。案件於10月14日在西九龍裁判法院再訊，控方指警方完成對爆炸品的調查，確認為TATP炸藥。11月25日，控方修改控罪為製造炸藥意圖危害生命或財產罪。並申請將案件轉介高等法院審理。2020年1月6日，案件在東區裁判法院再訊。控方表示尚未準備好將案件轉介高等法院的文件，申請再押後至3月2日提訊，獲裁判官黃士翔批准。被告須繼續還柙候訊。
鑑於COVID-19疫情爆發，司法機構延期審訊至8月3日。辯方表示由於被告近日轉換法律團隊，檢視法律文件須時，加上疫情導致未有機會洽談，希望押後審訊。裁判官鄭紀航將案件押後至10月12日早上9時30分東區裁判法院再審，被告繼續還押看管。據悉控辯雙方會就控罪作出認罪協商，鄭官催促控辯雙方盡快完成有關事宜。
4月23日，被告盧溢燊承認1項管有爆炸品意圖藉以危害生命或財產罪。法官陳慶偉判刑時指出，被告宣揚香港獨立和顛覆國家，潛在危險媲美葉繼歡案。判刑須極具阻嚇力，因此重判被告監禁12年。

## 外部連結
- 香港民族陣線的Facebook專頁
- 香港民族陣線的X（前Twitter）